# Edie Falco
Edith Falco (New York, 5 luglio 1963) è un'attrice statunitense.
È famosa per aver interpretato il personaggio di Carmela Soprano nella serie TV I Soprano.

## Biografia
Nasce a Brooklyn, borough di New York, figlia di Frank Falco, un agente pubblicitario statunitense di origini italiane, in passato anche batterista jazz, e di Judith Anderson, un'attrice statunitense di origini svedesi ed inglesi. Cresciuta a Northport, nello stato di New York, diplomandosi presso la Northport High School nel 1981 e interpretando Eliza Doolittle nella produzione di My Fair Lady, ha poi frequentato l'Università statale di New York a Purchase e ha avuto come compagni gli attori Stanley Tucci e Ving Rhames: soprattutto col primo ha stretto un rapporto di amicizia e di lavoro (hanno in seguito recitato assieme a Broadway).
Facendo molta gavetta in diverse produzioni, sia televisive (tra queste, Law & Order e Oz) che cinematografiche (Destini incrociati e Cop Land), ha stretto sodalizi artistici con i registi Hal Hartley, che l'ha lanciata nel suo debutto Trust - Fidati, nel 1990, e diretto in L'incredibile verità (1989) e in The girl from monday (2005), e Danny Leiner, che l'ha diretta in un cortometraggio, Time expired, dove affianca John Leguizamo e in Layin' Low, entrambi inediti in Italia.
Negli anni '90 ha lavorato con Woody Allen in Pallottole su Broadway (1994) e con Abel Ferrara, che l'ha diretta in The Addiction (1995) e in Fratelli (1996). Ma è col ruolo di Carmela Soprano nella pluripremiata serie televisiva dell'emittente HBO I Soprano, che la Falco è diventata famosa al grande pubblico. La sua popolarità aumenta con la serie TV Nurse Jackie - Terapia d'urto di cui è protagonista. Nel 2002 è fra i protagonisti del film La costa del sole, diretto da John Sayles, e nel 2006 affianca Julianne Moore in Il colore del crimine.

### La moglie del boss del New Jersey
Con il ruolo di Carmela Soprano la Falco ha dato vita ad un personaggio fra i più amati della serie omonima. Donna forte, carismatica, sensibile ed intelligente, prototipo della moglie di un boss, Carmela è al corrente della natura criminale del congiunto e delle sue infedeltà, ne custodisce ogni segreto, lo difende con vigore dinanzi ad estranei e all'FBI e gli è sempre vicina nei momenti di difficoltà. Il suo legame con Tony Soprano è, nonostante le vicissitudini e i drammi ricorrenti, intenso e profondo.
Per il ruolo di Carmela, la Falco ha fatto incetta di premi: con Gillian Anderson (X-Files) e America Ferrera (Ugly Betty) è l'unica attrice ad aver vinto nello stesso anno, il 2003, i 3 principali premi televisivi americani: Golden Globe, Emmy e Screen Actors Guild Award (SAG).
In totale ha vinto per I Soprano:
- 3 Emmy Awards: 1999 per College (Un conto da saldare), 2001 per Second Opinion (Problemi di famiglia) 2003 per Whitecaps (Scene da un matrimonio), ricevendo inoltre una nomination anche nel 2000 per Full Leather Jacket (L'agguato), 2004 per All Happy Families... (La mossa migliore) e 2007 per The Second Coming (Tentato suicidio)
- 2 Golden Globe per la miglior attrice in una serie drammatica 2000 e 2003; ha ricevuto inoltre altre 5 nomination nel 2001, 2002, 2005, 2007 e 2008
- 3 Screen Actors Guild Award: 1999, 2002 e 2007.

A questi vanno aggiunti:
- 2 Screen Actors Guild Award, 1999 e 2007, all'intero cast de I Soprano.

### Vita privata
Sopravvissuta a un cancro al seno e con un passato con seri problemi di alcolismo, nel 2004 ha adottato un bambino che ha chiamato "Anderson Falco" (dal cognome di nascita della madre adottiva). Nello stesso anno ha sfruttato la sua popolarità appoggiando la campagna del candidato dei democratici John Kerry alle elezioni presidenziali: è stata in prima linea come portavoce del M.O.B (Mothers Opposing Bush - Madri contro Bush). Vegana e sostenitrice e collaboratrice della PETA, oltreché buddista praticante da svariati anni, nel 2008 ha adottato un'altra bambina, Nancy.

## Filmografia parziale

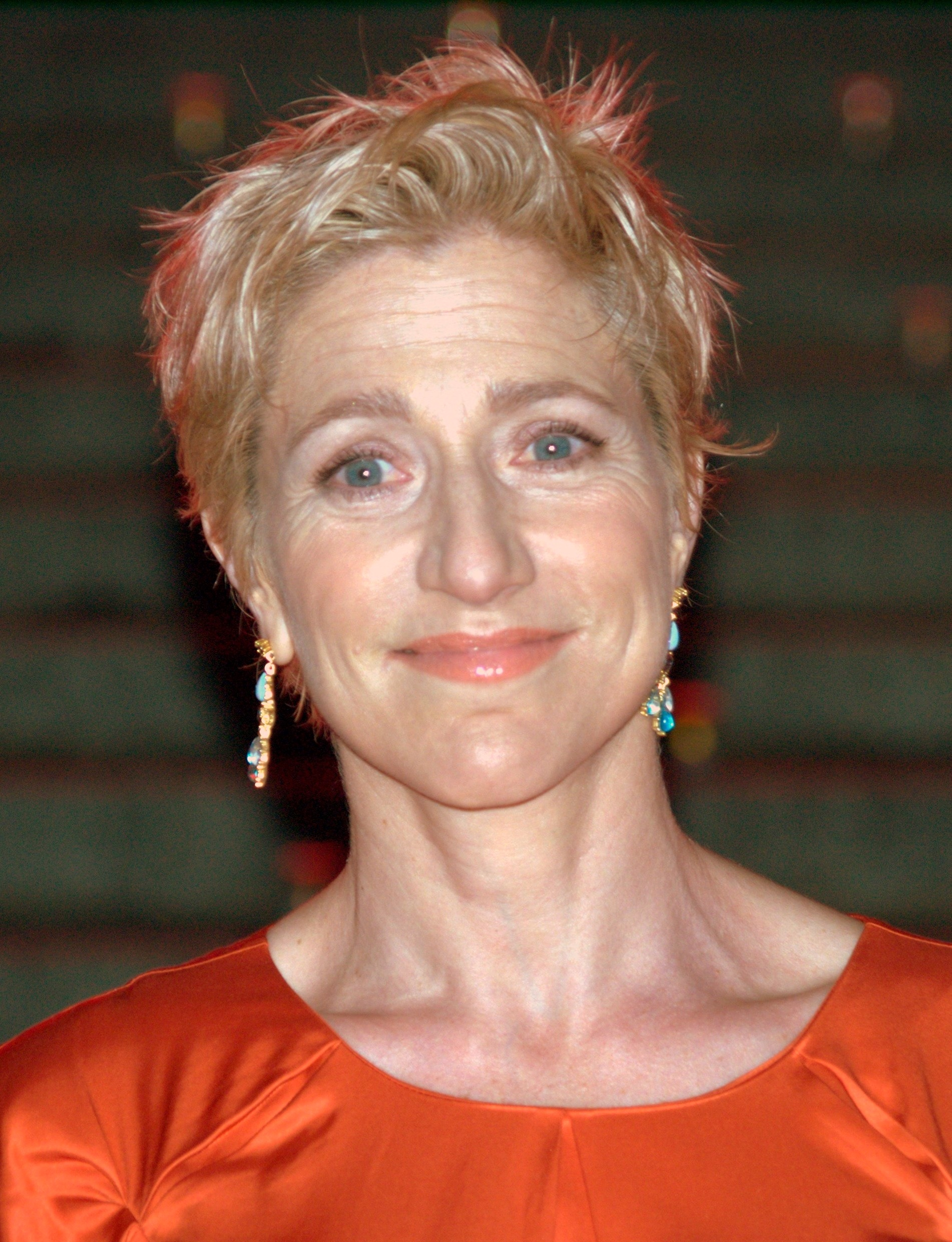
Edie Falco nel 2009

### Cinema
- Sweet Lorraine (1987)
- L'incredibile verità (The Unbelievable Truth), regia di Hal Hartley (1989)
- Sidewalk Stories, regia di Charles Lane (1989)
- Trust - Fidati (Trust), regia di Hal Hartley (1990)
- Leggi di gravità (Laws Of Gravity), regia di Nick Gomez (1991)
- The Addiction - Vampiri a New York (The Addiction), regia di Abel Ferrara (1994)
- Pallottole su Broadway (Bullets Over Broadway), regia di Woody Allen (1994)
- I ragazzi irresistibili (The Sunshine Boys), regia di John Erman (1995)
- Fratelli (The Funeral), regia di Abel Ferrara (1996)
- Layin' Low, regia di Danny Leiner (1996)
- Cop Land, regia di James Mangold (1997)
- Trouble on the Corner, regia di Alan Madison (1997)
- Private Parts, regia di Betty Thomas (1997)
- Il gioco dei rubini (A Price Above Rubies), regia di Boaz Yakin (1998)
- Judy Berlin, regia di Eric Mendelsohn (1999)
- Stringer, regia di Klaus Biedermann (1999)
- Destini incrociati (Random Hearts), regia di Sydney Pollack (1999)
- La costa del sole (Sunshine State), regia di John Sayles (2002)
- The Quiet - Segreti svelati (The Quiet), regia di Jamie Babbit (2005)
- The Great New Wonderful (2005)
- Il colore del crimine (Freedomland), regia di Joe Roth (2006)
- Quando tutto cambia (Then She Found Me), regia di Elinor Lipman (2008) – cameo
- The Comedian, regia di Taylor Hackford (2016)
- Landline, regia di Gillian Robespierre (2017)
- Sergente Rex (Megan Leavey), regia di Gabriela Cowperthwaite (2017)
- La seconda vita di Anders Hill (The Land of Steady Habits), regia di Nicole Holofcener (2018)
- Viper club, regia di Maryam Keshavarz (2018)
- Avatar - La via dell'acqua (Avatar: The Way of Water), regia di James Cameron (2022)
- I'll Be Right There, regia di Brendan Falco (2023)
- Avatar - Fuoco e cenere (Avatar: Fire and Ash), regia di James Cameron (2025)

### Televisione
- Law & Order - I due volti della giustizia (Law & Order) – serie TV, 4 episodi (1993-1998)
- Oz – serie TV, 23 episodi (1997-1999)
- I Soprano (The Sopranos) – serie TV, 85 episodi (1999-2007)
- Will & Grace – serie TV, episodio 6x17 (2004)
- 30 Rock – serie TV, 4 episodi (2007)
- Nurse Jackie - Terapia d'urto (Nurse Jackie) – serie TV, 80 episodi (2009-2015)
- Horace and Pete – webserie (2016)
- Law & Order True Crime: The Menendez Murders - serie TV, 8 episodi (2017)
- Tommy - serie TV, 9 episodi (2020)
- American Crime Story – serie TV (2021)
- The Parenting – film TV, regia di Craig Johnson (2025)

## Riconoscimenti
- Emmy Award
  - 1999 - Migliore attrice protagonista in una serie televisiva drammatica per I Soprano
  - 2000 - Candidatura alla migliore attrice protagonista in una serie televisiva drammatica per I Soprano
  - 2001 - Migliore attrice protagonista in una serie televisiva drammatica per I Soprano
  - 2003 - Migliore attrice protagonista in una serie televisiva drammatica per I Soprano
  - 2004 - Candidatura alla migliore attrice protagonista in una serie televisiva drammatica per I Soprano
  - 2007 - Candidatura alla migliore attrice protagonista in una serie televisiva drammatica per I Soprano
  - 2008 - Candidatura alla migliore attrice guest star in una serie televisiva commedia per 30 Rock
  - 2010 - Migliore attrice protagonista in una serie televisiva commedia per Nurse Jackie
  - 2014 - Candidatura alla migliore attrice protagonista in una serie televisiva commedia per Nurse Jackie
  - 2013 - Candidatura alla migliore attrice protagonista in una serie televisiva commedia per Nurse Jackie
  - 2012 - Candidatura alla migliore attrice protagonista in una serie televisiva commedia per Nurse Jackie
  - 2011 - Candidatura alla migliore attrice protagonista in una serie televisiva commedia per Nurse Jackie
- Golden Globe
  - 2000 - Migliore attrice in una serie televisiva drammatica per I Soprano
  - 2001 - Candidatura alla migliore attrice in una serie televisiva drammatica per I Soprano
  - 2002 - Candidatura alla migliore attrice in una serie televisiva drammatica per I Soprano
  - 2003 - Migliore attrice in una serie televisiva drammatica per I Soprano
  - 2005 - Candidatura alla migliore attrice in una serie televisiva drammatica per I Soprano
  - 2007 - Candidatura alla migliore attrice in una serie televisiva drammatica per I Soprano
  - 2008 - Candidatura alla migliore attrice in una serie televisiva drammatica per I Soprano
  - 2010 - Candidatura alla migliore attrice in una serie televisiva commedia o musicale per Nurse Jackie
  - 2011 - Candidatura alla migliore attrice in una serie televisiva commedia o musicale per Nurse Jackie
  - 2014 - Candidatura alla migliore attrice in una serie televisiva commedia o musicale per Nurse Jackie
  - 2015 - Candidatura alla migliore attrice in una serie televisiva commedia o musicale per Nurse Jackie
- American Film Institute
  - 2002 - Attrice dell'anno in una serie televisiva per I Soprano
- Independent Spirit Awards
  - 1993 - Candidatura come migliore attrice per Leggi di gravità
- Screen Actors Guild Award
  - 2000 - Migliore attrice in una serie televisiva drammatica per I Soprano
  - 2000 - Miglior cast in una serie televisiva drammatica per I Soprano
  - 2001 - Candidatura come migliore attrice in una serie televisiva drammatica per I Soprano
  - 2001 - Candidatura all'intero cast in una serie televisiva drammatica per I Soprano
  - 2002 - Candidatura come migliore attrice in una serie televisiva drammatica per I Soprano
  - 2002 - Candidatura all'intero cast in una serie televisiva drammatica per I Soprano
  - 2003 - Migliore attrice in una serie televisiva drammatica per I Soprano
  - 2003 - Candidatura all'intero cast in una serie televisiva drammatica per I Soprano
  - 2005 - Candidatura come migliore attrice in una serie televisiva drammatica per I Soprano
  - 2005 - Candidatura all'intero cast in una serie televisiva drammatica per I Soprano
  - 2007 - Candidatura come migliore attrice in una serie televisiva drammatica per I Soprano
  - 2007 - Candidatura all'intero cast in una serie televisiva drammatica per I Soprano
  - 2008 - Migliore attrice in una serie televisiva drammatica per I Soprano
  - 2008 - Miglior cast in una serie televisiva drammatica per I Soprano
  - 2010 - Candidatura come migliore attrice in una serie televisiva commedia per Nurse Jackie
  - 2011 - Candidatura come migliore attrice in una serie televisiva commedia per Nurse Jackie
  - 2012 - Candidatura come migliore attrice in una serie televisiva commedia per Nurse Jackie
  - 2013 - Candidatura come migliore attrice in una serie televisiva commedia per Nurse Jackie
  - 2013 - Candidatura all'intero cast in una serie televisiva commedia per Nurse Jackie

## Doppiatrici italiane
Nelle versioni in italiano delle opere in cui ha recitato, Edie Falco è stata doppiata da:
- Roberta Greganti in Law & Order - I due volti della giustizia (ep. 5x09, 8x14), La costa del sole, La seconda vita di Anders Hill, Avatar - La via dell'acqua
- Anna Cesareni in Oz, I Soprano, Law & Order True Crime: The Menendez Murders
- Emanuela Rossi in Nurse Jackie - Terapia d'urto, American Crime Story, The Mother
- Tiziana Avarista in Homicide, The Quiet - Segreti svelati
- Barbara Berengo Gardin in The Addiction - Vampiri a New York
- Micaela Esdra in Cop Land
- Laura Boccanera in 30 Rock
- Cinzia Villari in Quando tutto cambia
- Alessandra Cassioli in Il colore del crimine
- Irene Di Valmo in Will e Grace
- Angiola Baggi in Law & Order - I due volti della giustizia (ep. 7x19)
- Germana Pasquero in Sergente Rex